# Мадариага, Хоакин
Хосе Хоакин Грегорио Мадариага (исп. José Joaquín Gregorio Madariaga; 27 ноября 1799, Корриентес, Аргентина — февраль 1848, Порту-Алегри, Бразилия) — аргентинский военный и политик. Губернатор провинции Корриентес (1843—1847) и лидер сопротивления провинции национальному правительству Хуана Мануэля де Росаса.

## Биография
Родился 27 ноября 1799 года в Корриентесе. Сын баска Хосефа Луиса Мадариаги Респальдиса, родившегося в Бильбао, и уроженки Корриентеса Марии Анхелес Акоста Сото. Хоакин Мадариага был солдатом с юных лет в городе Буэнос-Айрес и участвовал в событиях, известных как «Анархия 1820 года». Он вернулся в 1824 году в Корриентес, где работал адвокатом, не имея соответствующей квалификации, и стал судьей в провинциальной столице.
Годы спустя он переехал в Курусу-Куатия, где посвятил себя сельскому труду. Он был депутатом провинциального законодательного органа во время губернаторства Хенаро Берона де Астрада, а после смерти губернатора поддержал революцию, которая свергла федерального губернатора Ромеро. Педро Ферре назначил брата Хоакина, Хуана Мадариагу, комендантом Мерседес и Курусу-Куатия. Он помог Хуану Лавалье сформировать армию, с которой тот провел кампанию в провинции Энтре-Риос в 1840 году.
По прибытии Хосе Мария Пас в Корриентес, он участвовал в кампании против первого вторжения губернатора Энтре-Риос Паскуаля Эчагуэ. Вместе со своим братом Хуаном сражался в битве при Каагуасу, самой блестящей победе Паса. В 1842 году они потерпели поражение в битве при Арройо-Гранде. Они отступили к Корриентесу, но правительство Педро Ферре отказало им, заставив их отступить на свои ранчо, чтобы спасти свою семью и имущество. Оттуда они бежали в Бразилию, прожив некоторое время в Алегрети.
1 апреля 1843 года братья Хуан и Хоакин Мадариага и еще несколько чиновников пересекли реку Уругвай около Уругваяны, на том, что позже стало известно как «Пасо-де-лос-Либрес». При поддержке некоторых лидеров, таких как Никанор Касерес и Бенхамин Вирасоро, в течение тринадцати дней они заняли всю провинцию, заставив губернатора Педро Кабрала бежать в сторону Энтре-Риос. Последнее федеральное сопротивление было подавлено в начале мая в битве при Лагуна-Брава.
Братья Мадариага созвали поддерживающий их законодательный орган, который назначил Хоакина Мадариагу губернатором Корриентеса. Он занял эту должность 1 августа 1843 года. Его первой мерой было аннулирование всех мер, принятых Кабралом, и санкции против Педро Ферре за то, что он покинул провинцию.
Он сформировал унитарную партию, отличную от той, которая поддерживала Педро Ферре, среди которой были Хуан Пухоль, Вальдес и Акоста, позже она стала основой либеральной партии, а их оппоненты, такие как сторонники Ферре и Вирасоро, стали автономистской партией.
В декабре 1843 года оба брата вторглись в Энтре-Риос, воспользовавшись тем, что Уркиса преследовал Фруктуосо Риверу в Уругвае. Резерв Энтрерриана Эухенио Гарсона был разбит, но по прибытии в Консепсьон-дель-Уругвай они узнали, что Уркиса победил Риверу и возвращается. Последовавшее отступление превратилось в бегство, и они потеряли все, чего достигли.
Сразу после возвращения в Корриентес он конфисковал парагвайский груз, шедший по реке Парана. Правительство Карлоса Антонио Лопеса собиралось объявить войну, но Сантьяго Дерки смог договориться о мире, о судоходстве и торговле, а чуть позже и о союзе против Росас.
В ноябре 1844 года генерал Хосе Мария Пас прибыл в Корриентес, и Хоакин Мадариага немедленно поставил его во главе провинциальных сил. Генерал посвятил много месяцев обучению неопытных солдат. В июне 1845 года он отправил экспедицию в Санта-Фе под командованием бывшего губернатора Хуана Пабло Лопеса, хотя и безуспешно.
В начале 1846 года была создана сила из 3000 парагвайцев под контролем сына нынешнего президента и будущего президента Франсиско Солано Лопеса. Чуть позже Хусто Хосе де Уркиса вторгся в Корриентес и оба разгромили и взяли в плен Хуана Мадариагу в Лагуна-Лимпия. Он не пытался атаковать оборонительные позиции Паса, а вместо этого повернул назад. Он быстро освободил брата губернатора и подписал мирный договор.
Генерал Хосе Мария Пас решил свергнуть братьев Мадариага. К его удивлению, войска остались верны, и ему пришлось бежать в Парагвай. Президент Лопес отозвал свою армию и расторг союз.
Освободившись от высокомерия Паса, переговоры быстро продвигались, и в августе 1846 года был подписан Договор Алькараса. По нему Корриентес был вновь включен в Аргентинскую конфедерацию, а контроль над внешними отношениями был возвращен губернатору Буэнос-Айреса Хуану Мануэлю де Росасу. Однако Корриентес был освобожден от обязательства поддерживать Великую войну в Уругвае. Росас потребовал внести изменения в договор, но Мадариага их отверг.
В марте 1847 года Хуан Мануэль де Росас приказал Хусто Хосе де Уркисе атаковать Хоакина Мадариагу в Корриентесе. Полковник Вирасора присоединился к войскам Уркисы во вторжении, которое началось к концу того же года. 27 ноября 1847 года Уркиса разгромил армию Корриентеса, контролируемую братьями Мадариага, в битве при Вансесе или Потреро-де-Вансес. Корриентиане потеряли 700 человек убитыми и 2200 пленными, многие из которых были казнены после битвы.
На следующий день полковник Мигель Вирасоро возглавил правительство провинции, которое он оставил своему брату, генералу Бенхамину Вирасоро месяц спустя. Почти в одиночку бывший губернатор Хоакин Мадариага бежал в Парагвай и направился в Асунсьон, где он планировал втянуть президента Франсиско Солано Лопеса в войну против Хуана Мануэля де Росаса. Он потерпел неудачу и отправился в Порту-Алегри, Бразилия, где и умер в феврале 1848 года.